# Liste der Monuments historiques in Ambarès-et-Lagrave
Die Liste der Monuments historiques in Ambarès-et-Lagrave führt die Monuments historiques in der französischen Gemeinde Ambarès-et-Lagrave auf.

## Liste der Bauwerke
| Bezeichnung      | Beschreibung                  | Standort | Kennzeichnung | Schutzstatus | Datum | Bild           |
| ---------------- | ----------------------------- | -------- | ------------- | ------------ | ----- | -------------- |
| Schloss Peychaud | Erbaut im 17. Jahrhundert     | (Lage)   | PA00083109    | Inscrit      | 1966  | weitere Bilder |
| Kirche St-Pierre | Erbaut im 11./12. Jahrhundert | (Lage)   | PA00083110    | Inscrit      | 2002  | weitere Bilder |

## Liste der Objekte

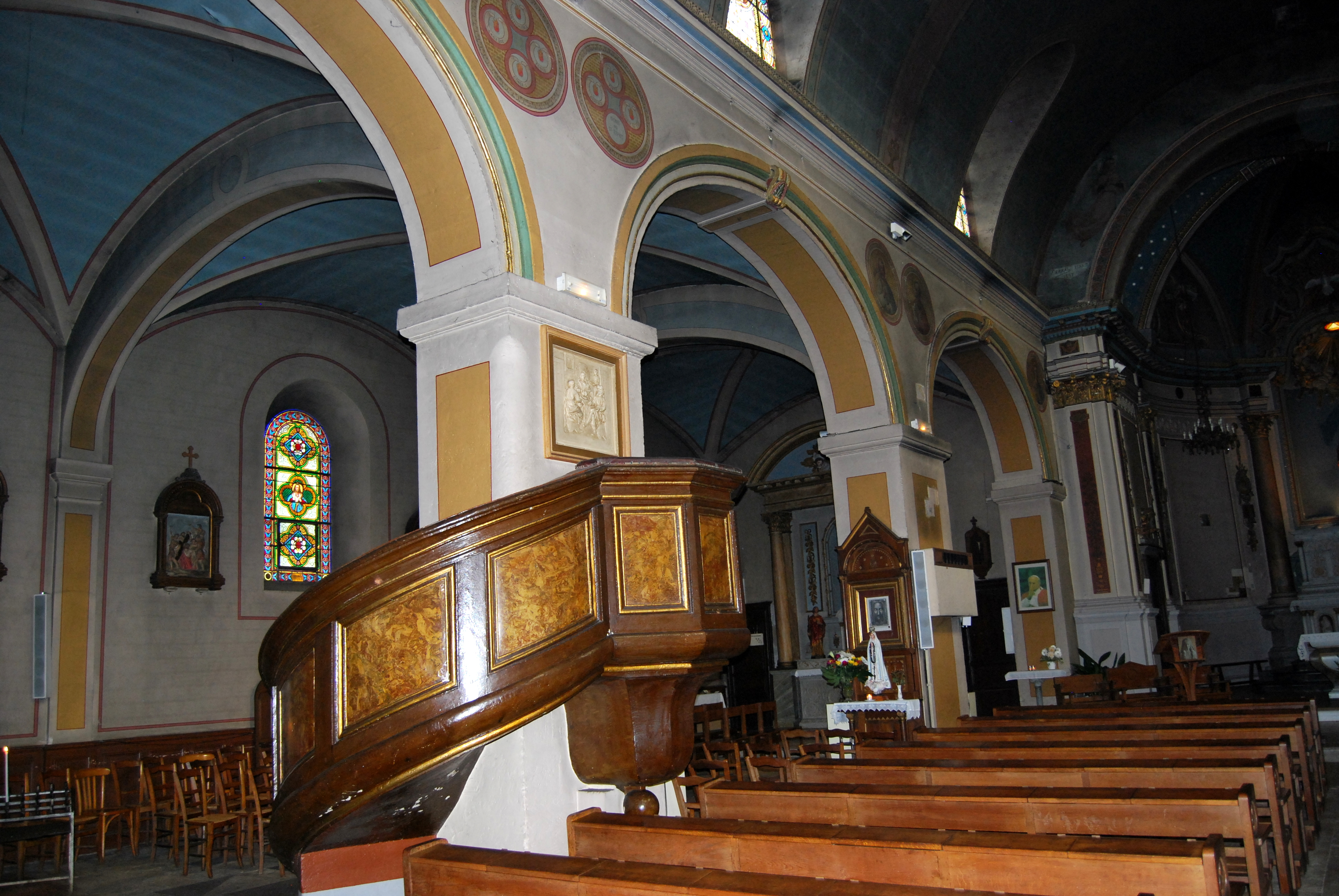
Kanzel in der Kirche St-Pierre

- Monuments historiques (Objekte) in Ambarès-et-Lagrave in der Base Palissy des französischen Kultusministeriums

Siehe auch: Taufbecken (Ambarès-et-Lagrave) und Kanzel (Ambarès-et-Lagrave)